# Quezzi

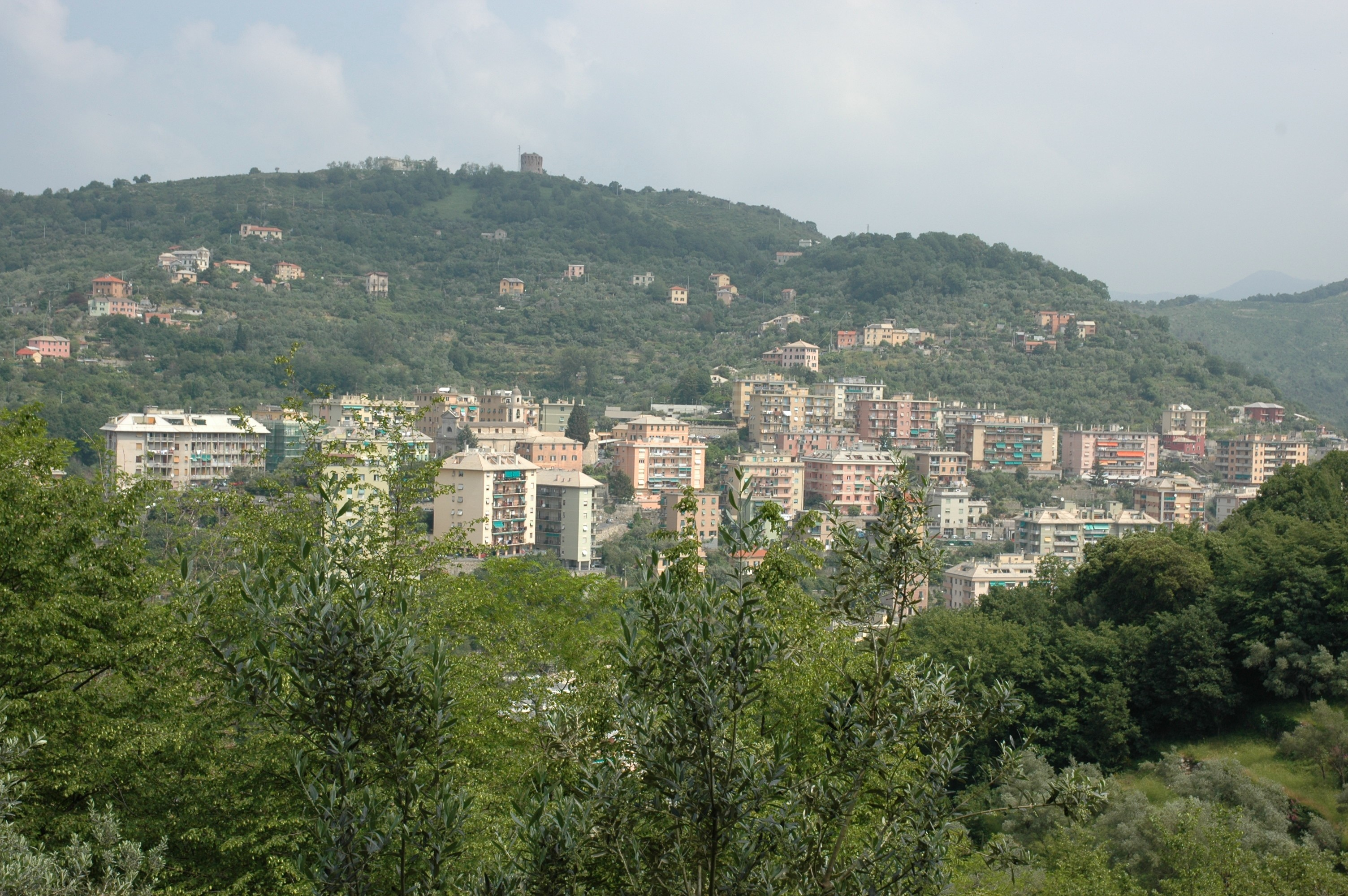
Blick auf Quezzi

Quezzi ist ein Stadtteil der norditalienischen Hafenstadt Genua. Das Viertel befindet sich im Tal des Rio Fereggiano und grenzt an die Stadtteile Marassi, San Fruttuoso und Sant’Eusebio. Quezzi wird oft fälschlicherweise mit dem Viertel Forte Quezzi gleichgesetzt, das sich am Hang des gegenüberliegenden, gleichnamigen Hügels befindet. Es gehört zu dem Munizip III – Bassa Val Bisagno und hat eine Einwohnerzahl von 11.471 Personen.